# DDR-Fußball-Oberliga 1990/91
Die NOFV-Oberliga 1990/91 war die letzte Spielzeit der höchsten Spielklasse der DDR. Sie begann am 11. August 1990 und endete am 25. Mai 1991. Da im Laufe der Saison die Wiedervereinigung vollzogen wurde und der Deutsche Fußball-Verband der DDR dem Deutschen Fußball-Bund beitrat, diente der neu gegründete Nordostdeutsche Fußballverband (NOFV) als offizieller Namensgeber für die einstige DDR-Oberliga. Auch die Bezeichnung Oberliga Nordost war gebräuchlich.

## Spielmodus
Wie in den Vorjahren nahmen 14 Mannschaften am Spielbetrieb teil, die Spieltage fanden zwischen August 1990 und Mai 1991 statt. Neben der Ermittlung des sogenannten NOFV-Meisters sowie der Teilnehmer am Europapokal erfolgte anhand dieser Oberligasaison die Vergabe der insgesamt acht Startplätze für die kommende Spielzeit in der Bundesliga bzw. 2. Bundesliga (zwei bzw. sechs Startplätze). Dabei galt:
- Der Meister und der Vizemeister waren direkt für die kommende Saison der Bundesliga qualifiziert. Der Meister qualifizierte sich zudem für den Europapokal der Landesmeister, der Vizemeister für den UEFA-Pokal (Vizemeister Dresden wurde jedoch im Laufe der Saison mit einer Sperre belegt).
- Die Mannschaften auf den Plätzen 3 bis 6 waren direkt für die kommende Saison der 2. Bundesliga qualifiziert. Der Dritte qualifizierte sich zudem für den UEFA-Pokal (durch die Sperre für Dresden qualifizierte sich auch der Vierte).
- Die ersten sechs Mannschaften nahmen in der folgenden Saison am DFB-Pokal teil.
- Die Mannschaften auf den Plätzen 7 bis 12 bildeten mit den Siegern der beiden Liga-Staffeln zwei Qualifikationsgruppen mit je vier Mannschaften. Die beiden Gruppensieger waren ebenfalls für die 2. Bundesliga qualifiziert. Die übrigen Mannschaften verblieben in der Oberliga Nordost als nunmehr drittklassige Liga. Für den DFB-Pokal qualifizierten sich die beiden Gruppenersten und -zweiten.
- Der 13. und 14. (die nominellen Absteiger) verblieben ebenfalls in der Oberliga Nordost. In einer Qualifikationsrunde mit den übrigen Mannschaften der Liga (Plätze 2 bis 16) wurden vier weitere Teilnehmer am DFB-Pokal ermittelt.

## Saisonverlauf
Die politischen Veränderungen nach der politischen Wende im Herbst 1989 machten sich auch im Ligaalltag bemerkbar. Hierzu zählten neben den Spielerwechseln in die Bundesliga auch die Trikotwerbung. Die Abnahme des Zuschauerinteresses hielt unvermindert an – mit durchschnittlich 5000 Besuchern wohnten gegenüber der vorherigen Saison nur noch ungefähr zwei Drittel soviel Zuschauer den Spielen bei. Sie sahen in diesen Partien auffällig wenig Tore, zuletzt wurde die Marke von 459 Toren in der Saison 1969/70 unterboten, als 452 Tore fielen.

### Zwei Tabellenführer: FC Rot-Weiß Erfurt und F.C. Hansa Rostock
Erster Tabellenführer der Saison war der FC Rot-Weiß Erfurt nach einem 4:0 gegen den FC Berlin am ersten Spieltag. Die Spitzenposition hielten die Erfurter auch noch nach dem zweiten Spieltag, ehe der F.C. Hansa Rostock nach drei Spielen ganz oben stand. Diese Tabellenführung gaben die Rostocker bis zum Ende der Saison nicht mehr her.

### Meister: F.C. Hansa Rostock
Der F.C. Hansa, der vom Ex-Bundesliga-Profi Uwe Reinders trainiert wurde, dominierte das Geschehen in dieser Saison. Hansa war die große Überraschung der Saison, denn die letzten großen Erfolge – fünf Vizemeisterschaften – lagen mehr als 20 Jahre zurück. Danach haftete dem Verein der Ruf einer „grauen Maus“ an, er spielte mehrfach in der zweitklassigen Liga und war erst 1987 wieder in die Oberliga aufgestiegen.
Erst am 13. Spieltag gab es für den F.C. Hansa die erste Niederlage (2:3 bei Lok Leipzig), und im Spitzenspiel des 23. Spieltages machte die Mannschaft den ersten Meistertitel der Vereinsgeschichte perfekt – durch ein 3:1 gegen den direkten Verfolger und Vorjahresmeister 1. FC Dynamo Dresden.
Dem F.C. Hansa gelang nach dem Abschluss der Ligasaison noch das Double durch den Gewinn des FDGB-Pokals (1:0 im Finale gegen den EFC Stahl).
Neben dem Startplatz für die Bundesliga sicherte sich Hansa Rostock mit dem Meistertitel auch die Teilnahme am kommenden Europapokalwettbewerb der Landesmeister.
| F.C. Hansa Rostock |
| Daniel Hoffmann (13 Spiele/- Tore) Heiko März (23/-) Frank Rillich (19/-), Gernot Alms (25/3), Paul Caligiuri (22/-) Hilmar Weilandt (22/3), Juri Schlünz (24/6), Jens Dowe (26/4), Andreas Babendererde (26/4) Henri Fuchs (24/12), Volker Röhrich (24/4) Trainer: Uwe Reinders |
| außerdem: Jens Kunath (Tor, 13/-); Florian Weichert (19/7), Jens Wahl (13/1), Mike Werner (9/-), Thomas Lässig (6/-), Thomas Finck (4/-), Thomas Reif (4/-), Axel Schulz (4/-), Bernd Arnholdt (2/-), Uwe Kirchner (2/-), Thomas Gansauge (1/-)                                  |
| ohne Einsatz: Sven Oldenburg, Axel Rietentiet |

### Vizemeister: 1. FC Dynamo Dresden
Der 1. FC Dynamo Dresden, der 1989 und 1990 die Meisterschaft errungen hatte, spielte eine weitere starke Saison, musste sich letztendlich aber mit dem zweiten Platz begnügen. Dynamo-Stürmer Torsten Gütschow erwies sich wie in den beiden Vorsaisons am treffsichersten und wurde mit 20 Toren Torschützenkönig.
Für negative Schlagzeilen sorgten Zuschauerausschreitungen während des Viertelfinal-Rückspiels im Europapokal der Landesmeister gegen Roter Stern Belgrad. Das Spiel wurde abgebrochen, Dynamo wurde für zwei Spielzeiten mit einer Europapokalsperre belegt, die laut Artikel 72 a der UEFA-Rechtspflegeordnung seit dem Jahr 1999 verjährt ist. Dem Verein blieb jedoch der Startplatz für die kommende Spielzeit in der Bundesliga, der am vorletzten Spieltag durch ein 2:1 bei Lok Leipzig gesichert wurde.

### „Absteiger“: FC Energie Cottbus und FC Victoria 91 Frankfurt/O.
Ebenfalls mehrere Spieltage vor Saisonende standen mit Energie Cottbus und Aufsteiger Victoria Frankfurt (Oder) die beiden nominellen Absteiger und somit die ersten Teilnehmer für die kommende Saison in der neu geschaffenen Oberliga Nordost (dritte Ligaebene) fest.

### Letzter Spieltag am 25. Mai 1991
Obwohl Hansa Rostock schon vorzeitig als Meister feststand und Dynamo Dresden aufgrund der guten Tordifferenz ebenfalls den zweiten Platz sicher hatte, besaß der letzte Spieltag sportliche Attraktivität, denn es wurden noch Teilnehmer am UEFA-Cup und Vereine für die 2. Bundesliga gesucht. Acht Vereine hatten die Möglichkeit, sich für einen oder beide Wettbewerbe zu qualifizieren oder ihren sichergeglaubten Startplatz zu verlieren.
In einem direkten Duell sicherte sich Rot-Weiß Erfurt durch ein 2:1 gegen Stahl Brandenburg den dritten Platz in der Abschlusstabelle, die beste Platzierung seit dem letzten Meistertitel 1955. Der Verein war direkt für die 2. Bundesliga und den UEFA-Pokal qualifiziert. Auch bei der Partie Chemnitzer FC – HFC Chemie trafen zwei direkte Kontrahenten aufeinander, das 1:1-Unentschieden brachte beiden Vereinen ebenfalls einen Platz in der 2. Bundesliga, Halle genügte der Punkt zudem zur Qualifikation für den UEFA-Pokal. Den letzten direkten Startplatz in der 2. Bundesliga sicherte sich Carl Zeiss Jena durch ein 2:0 bei Energie Cottbus. Das zweite Jenaer Tor durch Heiko Weber war das letzte Tor in der Geschichte der (einstigen) DDR-Oberliga.
Dem 1. FC Lok Leipzig gelang mit dem 4:1 bei Meister Hansa Rostock zwar ein Husarenstück (und die höchste Saisonniederlage für Rostock), das jedoch nichts einbrachte. Der Verein musste ebenso wie die übrigen fünf Vereine auf den nominellen Nichtabstiegsplätzen in einer Qualifikationsrunde antreten, in der zwei weitere Zweitligavereine ermittelt wurden.

## Abschlusstabelle
| Pl. | Verein                          | Sp. | S  | U  | N  | Tore    | Diff. | Punkte |
| --- | ------------------------------- | --- | -- | -- | -- | ------- | ----- | ------ |
| 1.  | F.C. Hansa Rostock              | 26  | 13 | 9  | 4  | 044:250 | +19   | 35:17  |
| 2.  | 1. FC Dynamo Dresden (M/P)      | 26  | 12 | 8  | 6  | 048:280 | +20   | 32:20  |
| 3.  | FC Rot-Weiß Erfurt              | 26  | 11 | 9  | 6  | 030:260 | +4    | 31:21  |
| 4.  | Hallescher FC Chemie            | 26  | 10 | 9  | 7  | 040:310 | +9    | 29:23  |
| 5.  | Chemnitzer FC                   | 26  | 9  | 11 | 6  | 024:230 | +1    | 29:23  |
| 6.  | FC Carl Zeiss Jena              | 26  | 12 | 4  | 10 | 041:360 | +5    | 28:24  |
| 7.  | 1. FC Lokomotive Leipzig        | 26  | 10 | 8  | 8  | 037:330 | +4    | 28:24  |
| 8.  | BSV Stahl Brandenburg           | 26  | 9  | 9  | 8  | 034:310 | +3    | 27:25  |
| 9.  | Eisenhüttenstädter FC Stahl     | 26  | 7  | 12 | 7  | 029:250 | +4    | 26:26  |
| 10. | 1. FC Magdeburg                 | 26  | 9  | 8  | 9  | 034:320 | +2    | 26:26  |
| 11. | FC Berlin                       | 26  | 7  | 8  | 11 | 025:390 | −14   | 22:30  |
| 12. | FC Sachsen Leipzig (N)          | 26  | 6  | 10 | 10 | 023:380 | −15   | 22:30  |
| 13. | FC Energie Cottbus              | 26  | 3  | 10 | 13 | 021:380 | −17   | 16:36  |
| 14. | FC Victoria 91 Frankfurt/O. (N) | 26  | 4  | 5  | 17 | 029:540 | −25   | 13:39  |

| (M) | DDR-Meister 1989/90                 |
| (P) | Pokalsieger 1989/90                 |
| (N) | Aufsteiger aus der DDR-Liga 1989/90 |

### Kreuztabelle
Die Kreuztabelle stellt die Ergebnisse aller Spiele dieser Saison dar. Die Heimmannschaft ist in der linken Spalte aufgelistet und die Gastmannschaft in der obersten Reihe.
| 1990/1991 | 1990/1991                   | F.C. Hansa Rostock | 1. FC Dynamo Dresden | FC Rot-Weiß Erfurt | HFC Chemie | Chemnitzer FC | FC Carl Zeiss Jena |     | BSV Stahl Brandenburg | EFC Stahl | 1. FC Magdeburg |     | FC Sachsen Leipzig | FC Energie Cottbus | FC Victoria 91 Frankfurt/O. |
| 01.       | F.C. Hansa Rostock          |                    | 3:1                  | 0:1                | 1:1        | 1:1           | 3:1                | 1:4 | 2:0                   | 1:1       | 2:0             | 3:2 | 2:1                | 2:0                | 2:0                         |
| 02.       | 1. FC Dynamo Dresden        | 0:0                |                      | 3:0                | 3:1        | 1:1           | 2:0                | 2:0 | 1:0                   | 3:3       | 1:0             | 4:1 | 7:0                | 1:1                | 5:0                         |
| 03.       | FC Rot-Weiß Erfurt          | 1:1                | 0:0                  |                    | 3:2        | 0:0           | 1:1                | 1:1 | 2:1                   | 2:0       | 1:0             | 4:0 | 0:1                | 3:1                | 2:1                         |
| 04.       | Hallescher FC Chemie        | 1:1                | 3:1                  | 1:2                |            | 0:0           | 3:1                | 2:2 | 0:2                   | 2:0       | 2:0             | 1:0 | 2:1                | 1:1                | 1:1                         |
| 05.       | Chemnitzer FC               | 0:2                | 0:0                  | 2:0                | 1:1        |               | 1:1                | 2:1 | 1:0                   | 3:0       | 0:2             | 1:0 | 0:0                | 1:1                | 2:0                         |
| 06.       | FC Carl Zeiss Jena          | 0:3                | 3:2                  | 0:0                | 0:2        | 1:2           |                    | 3:1 | 1:1                   | 2:1       | 2:0             | 4:0 | 1:0                | 2:0                | 4:1                         |
| 07.       | 1. FC Lokomotive Leipzig    | 3:2                | 1:2                  | 2:0                | 0:3        | 3:0           | 2:0                |     | 2:0                   | 0:0       | 2:0             | 2:2 | 1:0                | 3:1                | 4:3                         |
| 08.       | BSV Stahl Brandenburg       | 2:3                | 4:1                  | 2:1                | 2:1        | 1:1           | 3:2                | 1:1 |                       | 2:1       | 2:2             | 1:0 | 0:0                | 2:1                | 4:2                         |
| 09.       | Eisenhüttenstädter FC Stahl | 0:0                | 0:0                  | 0:0                | 2:4        | 2:1           | 3:2                | 3:0 | 0:0                   |           | 0:0             | 0:0 | 3:0                | 2:1                | 3:0                         |
| 10.       | 1. FC Magdeburg             | 2:1                | 3:1                  | 1:2                | 2:0        | 4:0           | 4:3                | 1:1 | 1:0                   | 0:4       |                 | 3:3 | 0:0                | 5:1                | 1:0                         |
| 11.       | FC Berlin                   | 0:3                | 1:4                  | 0:0                | 0:0        | 2:1           | 0:1                | 1:0 | 1:0                   | 1:1       | 0:0             |     | 1:1                | 1:2                | 2:1                         |
| 12.       | FC Sachsen Leipzig          | 1:1                | 1:0                  | 2:2                | 1:3        | 0:0           | (1)                | 0:0 | 3:3                   | 1:0       | 1:1             | 1:4 |                    | 1:0                | 3:0                         |
| 13.       | FC Energie Cottbus          | 1:1                | 1:1                  | 0:1                | 1:0        | 0:2           | 0:2                | 1:1 | 1:1                   | 0:0       | 0:0             | 0:1 | 4:1                |                    | 0:1                         |
| 14.       | FC Victoria 91 Frankfurt/O. | 1:3                | 1:2                  | 4:1                | 3:3        | 0:1           | 1:2                | 2:0 | 0:0                   | 0:0       | 3:2             | 1:2 | 1:3                | 2:2                |                             |

(1) FC Sachsen Leipzig – FC Carl Zeiss Jena 0:1 (6. Sp.); Wertung: 2:0 Punkte und 2:0 Tore für Jena, durch Zuschauerausschreitungen (Leipzig) wurde das Spiel in der 83. Minute abgebrochen.

### Torschützenliste
|    | Spieler          | Verein             | Tore |
| -- | ---------------- | ------------------ | ---- |
| 1. | Torsten Gütschow | SG Dynamo Dresden  | 20   |
| 2. | Lutz Schülbe     | HFC Chemie         | 13   |
| 3. | Henri Fuchs      | F.C. Hansa Rostock | 12   |
| 4  | Heiko Laeßig     | 1. FC Magdeburg    | 10   |

### Zuschauer
- In 182 Spielen kamen 869.798 Zuschauer ({\displaystyle \varnothing } 4 779 pro Spiel) in die Stadien.
- Größte Zuschauerkulisse: 17.500 F.C. Hansa Rostock – 1. FC Dynamo Dresden (23. Sp.)

Niedrigste Zuschauerkulisse: 565 FC Berlin – FC Rot-Weiß Erfurt (14. Sp.)
| Verein                      | Gesamt | {\displaystyle \varnothing } | Heim    | {\displaystyle \varnothing } | Auswärts | {\displaystyle \varnothing } |
| --------------------------- | ------ | ---------------------------- | ------- | ---------------------------- | -------- | ---------------------------- |
| F.C. Hansa Rostock          | 198544 | 7636                         | 1304000 | 100310                       | 68144    | 5242                         |
| 1. FC Dynamo Dresden        | 197797 | 7608                         | 1191710 | 9167                         | 78626    | 6048                         |
| FC Rot-Weiß Erfurt          | 142876 | 5495                         | 88600   | 6815                         | 54276    | 4175                         |
| HFC Chemie                  | 143438 | 5517                         | 79275   | 6098                         | 64163    | 4936                         |
| Chemnitzer FC               | 142969 | 5499                         | 68399   | 5261                         | 74570    | 5736                         |
| FC Carl Zeiss Jena          | 100437 | 3863                         | 41439   | 3188                         | 58998    | 4538                         |
| 1. FC Lok Leipzig           | 100590 | 3869                         | 36600   | 2815                         | 63990    | 4922                         |
| BSV Stahl Brandenburg       | 115357 | 4437                         | 48324   | 3717                         | 67033    | 5156                         |
| Eisenhüttenstädter FC Stahl | 090995 | 3500                         | 36700   | 2823                         | 54295    | 4177                         |
| 1. FC Magdeburg             | 109836 | 4224                         | 44100   | 3392                         | 65736    | 5057                         |
| FC Berlin                   | 070065 | 2695                         | 13990   | 1076                         | 56075    | 4313                         |
| FC Sachsen Leipzig          | 127828 | 4865                         | 64830   | 4987                         | 62998    | 4846                         |
| FC Energie Cottbus          | 126498 | 4865                         | 78370   | 6028                         | 48128    | 3702                         |
| FC Victoria 91 Frankfurt/O. | 072366 | 2783                         | 19600   | 1508                         | 52766    | 4059                         |

## Qualifikationsrunde zur2. Bundesliga 1991/92
An dieser Qualifikation nahmen neben den Mannschaften auf den Plätzen 7 bis 12 noch die beiden Meister der Liga-Staffeln teil (1. FC Union Berlin aus der Staffel Nord, der FSV Zwickau aus der Staffel Süd). Über diesen Umweg qualifizierten sich Lok Leipzig und Stahl Brandenburg für die 2. Bundesliga. Die übrigen Mannschaften traten in der folgenden Saison in der Oberliga Nordost an. Als prominenteste „Opfer“ galten hierbei der ehemalige Europapokalsieger 1. FC Magdeburg und der mehrfache Meister FC Berlin.

### Gruppe 1

#### Abschlusstabelle
| Pl. | Verein                | Sp. | S | U | N | Tore    | Diff. | Punkte |
| --- | --------------------- | --- | - | - | - | ------- | ----- | ------ |
| 1.  | BSV Stahl Brandenburg | 6   | 4 | 1 | 1 | 009:600 | +3    | 09:30  |
| 2.  | FC Berlin             | 6   | 3 | 2 | 1 | 010:500 | +5    | 08:40  |
| 3.  | 1. FC Union Berlin    | 6   | 2 | 1 | 3 | 005:700 | −2    | 05:70  |
| 4.  | 1. FC Magdeburg       | 6   | 0 | 2 | 4 | 006:120 | −6    | 02:10  |

#### Kreuztabelle
| 1991 | 1991                  | BSV Stahl Brandenburg |     | 1. FC Union | 1. FC Magdeburg |
| 1.   | BSV Stahl Brandenburg |                       | 0:0 | 2:1         | 1:0             |
| 2.   | FC Berlin             | 3:1                   |     | 2:0         | 0:0             |
| 3.   | 1. FC Union Berlin    | 0:2                   | 1:0 |             | 2:1             |
| 4.   | 1. FC Magdeburg       | 2:3                   | 3:5 | 1:1         |                 |

#### Torschützenliste
|    | Spieler          | Verein                | Tore |
| -- | ---------------- | --------------------- | ---- |
| 1. | Eberhard Janotta | BSV Stahl Brandenburg | 3    |
| 1. | Peter Köhler     | 1. FC Magdeburg       | 3    |
| 1. | Tomas Tomasson   | FC Berlin             | 3    |

#### Zuschauer
- In 12 Spielen kamen 54 482 Zuschauer ({\displaystyle \varnothing } 4 540 pro Spiel) in die Stadien.
- Größte Zuschauerkulisse: 9 500 1. FC Union Berlin – BSV Stahl Brandenburg (6. Sp.)
 Niedrigste Zuschauerkulisse: 1 023 FC Berlin – BSV Stahl Brandenburg (1. Sp.)

| Verein                | Gesamt | {\displaystyle \varnothing } | Heim  | {\displaystyle \varnothing } | Auswärts | {\displaystyle \varnothing } |
| --------------------- | ------ | ---------------------------- | ----- | ---------------------------- | -------- | ---------------------------- |
| BSV Stahl Brandenburg | 22182  | 3697                         | 10609 | 3536                         | 11573    | 3858                         |
| FC Berlin             | 25592  | 4265                         | 12223 | 4074                         | 13369    | 4456                         |
| 1. FC Union Berlin    | 43515  | 7252                         | 25500 | 8500                         | 18015    | 6005                         |
| 1. FC Magdeburg       | 17675  | 2946                         | 06150 | 2050                         | 11525    | 3842                         |

### Gruppe 2

#### Abschlusstabelle
| Pl. | Verein                      | Sp. | S | U | N | Tore    | Diff. | Punkte |
| --- | --------------------------- | --- | - | - | - | ------- | ----- | ------ |
| 1.  | 1. FC Lokomotive Leipzig    | 6   | 4 | 2 | 0 | 011:000 | +11   | 10:20  |
| 2.  | Eisenhüttenstädter FC Stahl | 6   | 3 | 2 | 1 | 008:600 | +2    | 08:40  |
| 3.  | FSV Zwickau                 | 6   | 1 | 2 | 3 | 005:900 | −4    | 04:80  |
| 4.  | FC Sachsen Leipzig          | 6   | 1 | 0 | 5 | 004:130 | −9    | 02:10  |

#### Kreuztabelle
| 1991 | 1991                        |     | EFC Stahl |     | FC Sachsen Leipzig |
| 1.   | 1. FC Lokomotive Leipzig    |     | 3:0       | 0:0 | 4:0                |
| 2.   | Eisenhüttenstädter FC Stahl | 0:0 |           | 2:2 | 3:0                |
| 3.   | FSV Zwickau (1)             | 0:3 | 0:1       |     | 1:2                |
| 4.   | FC Sachsen Leipzig          | 0:1 | 1:2       | 1:2 |                    |

(1) Zwickau bestritt alle Spiele in der Qualifikationsrunde auswärts, da es am vorletzten Spieltag im NOFV-Ligaspiel gegen Aue schwere Zuschauerausschreitungen gab.

#### Torschützenliste
|    | Spieler        | Verein            | Tore |
| -- | -------------- | ----------------- | ---- |
| 1. | Dirk Anders    | 1. FC Lok Leipzig | 5    |
| 1. | Ralf Schneider | FSV Zwickau       | 5    |
| 3. | Timo Löhnert   | EFC Stahl         | 3    |

#### Zuschauer
- In 12 Spielen kamen 40 943 Zuschauer ({\displaystyle \varnothing } 3 412 pro Spiel) in die Stadien.
- Größte Zuschauerkulisse: 11 750 FC Sachsen Leipzig – 1. FC Lok Leipzig (1. Sp.)
 Niedrigste Zuschauerkulisse: 300 FC Sachsen Leipzig – FSV Zwickau (6. Sp.)

| Verein             | Gesamt | {\displaystyle \varnothing } | Heim  | {\displaystyle \varnothing } | Auswärts | {\displaystyle \varnothing } |
| ------------------ | ------ | ---------------------------- | ----- | ---------------------------- | -------- | ---------------------------- |
| 1. FC Lok Leipzig  | 29800  | 4967                         | 13450 | 3362                         | 163500   | 8175                         |
| EFC Stahl          | 19393  | 3232                         | 13450 | 3362                         | 5943     | 2971                         |
| FSV Zwickau        | 12800  | 2133                         |       |                              | 128000   | 2133                         |
| FC Sachsen Leipzig | 19893  | 3315                         | 14043 | 3511                         | 5850     | 2925                         |

## Was wurde aus den Oberligisten?

### Nachwendezeit
Noch während der letzten Oberliga-Spielzeit sah sich der ostdeutsche Fußball den neuen Rahmenbedingungen ausgesetzt, die ganz im Zeichen der in der DDR eingeführten marktwirtschaftlichen Wirtschaftsordnung standen. So waren die Fußballclubs bzw. Betriebssportgemeinschaften gezwungen, sich künftig als „eingetragene Vereine“ in Eigenregie zu finanzieren. Die bis dato privilegierten Fußballclubs mussten zudem durch den Wegfall der zu DDR-Zeiten praktizierten Delegierungen von talentierten Spielern aus dem Pool der ihnen untergeordneten Sportgemeinschaften auch den Verlust eines Großteils ihrer sportlichen Basis verkraften. Bei einigen der ehemaligen Fußball-Leistungszentren offenbarten sich die Folgen dieses strukturellen Aderlasses bereits in der Oberliga-Saison 1990/91, nach deren Abschluss die Oberligisten entsprechend ihrem Abschneiden in das nunmehr gesamtdeutsche Ligensystem eingegliedert wurden. So gelang es den Fußballclubs 1. FC Magdeburg und FC Berlin (ehem. BFC Dynamo) – im Jahr zuvor noch auf den Rängen drei und vier platziert – nicht mehr, in das Titelgeschehen einzugreifen, der FC Victoria 91 Frankfurt (Oder) (ehem. FC Vorwärts Frankfurt/O.) und der 1. FC Union Berlin hatten bereits zu diesem Zeitpunkt den sportlichen Anschluss verloren. Als Konsequenz blieb allen vier Traditionsvereinen in den Folgejahren nur noch eine untergeordnete Rolle im Amateur-Fußball übrig. Im Endeffekt konnten die Fußballclubs aber auch in der letzten Oberliga-Spielzeit ihre Vormachtstellung behaupten und holten sieben der acht zu vergebenen Plätze, welche für die Teilnahme am bundesdeutschen Profi-Fußball berechtigten.
In den ersten Jahren im Profi-Fußball mussten die ehemaligen DDR-Vereine dem im Vergleich zur westdeutschen Konkurrenz ungünstigeren wirtschaftlichen Umfeld Tribut zollen. Die fehlende Infrastruktur in den neuen Bundesländern, verbunden mit weniger potentiellen Sponsoren, zwang die Oberligisten zu einem geringeren finanziellen Budget, womit für viele Vereine ein konkurrenzfähiger Kader kaum zu realisieren war. Bereits in der ersten gesamtdeutschen Profifußballsaison 1991/92 konnte der stetige Weggang zahlreicher Leistungsträger oft nicht kompensiert werden, was sich letztlich auch sportlich niederschlug. So musste mit Hansa Rostock einer der beiden Oberliga-Qualifikanten die erste Spielklasse verlassen, in der 2. Bundesliga belegten mit den Mannschaften aus Erfurt, Halle und Brandenburg drei der sechs ostdeutschen Debütanten einen Abstiegsplatz. Erfurt und Halle kehrten erst Jahre später wieder in den Profifußball zurück (Erfurt 2004 in die 2. Liga bzw. Halle 2012 in die 3. Liga), Brandenburg gelang dies bis heute nicht.
Der zweite direkte Qualifikant für die Bundesliga, Dynamo Dresden, kämpfte in seinen vier Spielzeiten im Fußball-Oberhaus stets gegen den Abstieg und wurde wegen Verstoßes gegen die Lizenzauflagen mehrfach bestraft. Dem endgültigen Lizenzentzug 1995 folgte der direkte Abstieg in den Amateurbereich. Die übrigen drei direkt qualifizierten Zweitligisten hatten zunächst mehr Erfolg. Der 1. FC Lok stieg 1993 sogar in die Bundesliga auf, konnte jedoch die Klasse nicht halten und spielte bis 1998 noch in der 2. Bundesliga, danach im Amateurbereich, bis er 2004 nach Insolvenz vom Spielbetrieb abgemeldet wurde. Nach dem Neustart in Liga 11 verpasste der Verein im Jahr 2020 den Wiederaufstieg in den Profibereich. Jena und Chemnitz blieben bis 1994 bzw. 1996 in der 2. Bundesliga und pendelten danach zwischen den Profi- und Amateurligen.
Neben den oben genannten Vereinen, die sich 1991/92 für die erste oder zweite Bundesliga qualifizieren konnten, erreichten später auch Energie Cottbus (Aufstieg in die 2. Bundesliga 1997, in die 1. Bundesliga erstmals 2000) und der 1. FC Magdeburg (Aufstieg in die 2. Bundesliga 2018) den Aufstieg in mindestens eine der beiden Bundesligen. Zudem erreichten vier Mannschaften, die 1990/91 in der DDR-Liga spielten, den (teilweise zwischenzeitlichen) Aufstieg in die 2. Bundesliga: der FSV Zwickau 1994, der 1. FC Union Berlin erstmals 2001, der SV Babelsberg 03 2001 und der FC Erzgebirge Aue erstmals 2003.
Von den Oberligisten des Jahres 1991 konnten sich nur Hansa Rostock (1991 bis 2010) und Energie Cottbus (1997 bis 2014) für einen längeren durchgehenden Zeitraum in den ersten beiden Bundesligen halten. Nachdem Hansa Rostock zum Ende der Saison 2004/05 abstieg, gehörte – erstmals seit der 1991 erfolgten Eingliederung des DDR-Fußballs in den bundesdeutschen Ligabetrieb – für eine Spielzeit kein ehemaliger DDR-Verein der obersten deutschen Spielklasse an. Energie Cottbus kehrte 2006 für drei Jahre in die Eliteliga zurück, bis 2019 war kein ehemaliger DDR-Verein in der Bundesliga präsent; die Region war seit 2016 trotzdem wieder in der obersten Liga vertreten, in Gestalt des viele Jahre nach dem Ende der Oberliga gegründeten Klubs RB Leipzig. Mit Union Berlin ist nach der Saison 2018/19 ein weiterer ehemaliger DDR-Oberligist in die erste Bundesliga aufgestiegen, sodass erstmals seit 2008 zwei Vereine aus dem Gebiet der ehemaligen DDR in der Bundesliga spielen.

### Übersicht über die Entwicklung
Stand: Saisonende 2019/20
| Verein                      | Verein                      | Platzierung Saison 2019/20       | Platzierung Saison 2019/20 | Höchststand                              | Tiefststand                                        | Bemerkungen |
| --------------------------- | --------------------------- | -------------------------------- | -------------------------- | ---------------------------------------- | -------------------------------------------------- | --- |
| Hansa Rostock               | F.C. Hansa Rostock          | 3. Liga                          | 13. Platz                  | Bundesliga                               | 3. Liga                                            | In der 2. Liga seit Saison 2021/22 |
| 1. FC Dynamo Dresden        | 1. FC Dynamo Dresden        | 2. Liga                          | 18. Platz                  | Bundesliga                               | Oberliga (4. Liga)                                 | Zwangsabstieg von der Bundesliga in die Regionalliga zur Saison 1995/96 umbenannt in SG Dynamo Dresden Aufstieg in die 2. Bundesliga zur Saison 2016/17 und zur Saison 2021/22                                           |
| FC Rot-Weiß Erfurt          | FC Rot-Weiß Erfurt          | Regionalliga Nordost (4. Liga)   | 18. Platz                  | 2. Bundesliga                            | Oberliga (5. Liga)                                 | 1997: Insolvenz erfolgreich überstanden 2018: Insolvenz |
| HFC Chemie                  | Hallescher FC Chemie        | 3. Liga                          | 15. Platz                  | 2. Bundesliga                            | Verbandsliga (5. Liga)                             | Umbenannt in Hallescher FC in der 3. Liga seit Saison 2012/13 |
| Chemnitzer FC               | Chemnitzer FC               | 3. Liga                          | 17. Platz                  | 2. Bundesliga                            | Oberliga / Regionalliga (beide 4. Liga)            | 2018: Insolvenz |
| FC Carl Zeiss Jena          | FC Carl Zeiss Jena          | 3. Liga                          | 20. Platz                  | 2. Bundesliga                            | Oberliga / Regionalliga (4. Liga)                  | Seit 2020 in der Regionalliga |
| 1. FC Lokomotive Leipzig    | 1. FC Lokomotive Leipzig    | Regionalliga Nordost (4. Liga)   | 1. Platz                   | Bundesliga als VfB Leipzig               | 3. Kreisklasse Leipzig (11. Liga) nach Neugründung | 1991: Umbenennung in VfB Leipzig 2000: erste Insolvenz 2004: zweite Insolvenz 2004: Übernahme der Nachwuchsteams durch den 2003 neu gegründeten 1. FC Lokomotive Leipzig Aufstieg in die Regionalliga zur Saison 2016/17 |
| BSV Stahl Brandenburg       | BSV Stahl Brandenburg       | Landesliga Brandenburg (7. Liga) | 5. Platz                   | 2. Bundesliga                            | Landesliga (7. Liga)                               | Umbenennung in BSV Brandenburg 1998: Insolvenz (Neugründung als FC Stahl Brandenburg) |
| EFC Stahl                   | Eisenhüttenstädter FC Stahl | Brandenburg-Liga (6. Liga)       | 16. Platz                  | Oberliga/Regionalliga (beides 3. Liga)   | Landesliga (7. Liga)                               | 2004: Insolvenz und Zwangsabstieg 2016: Aufgelöst, im FC Eisenhüttenstadt aufgegangen |
| 1. FC Magdeburg             | 1. FC Magdeburg             | 3. Liga                          | 14. Platz                  | 2. Bundesliga                            | Oberliga / Regionalliga (beides 4. Liga)           | 2002: Insolvenz und Zwangsabstieg Aufstieg in die 3. Liga zur Saison 2015/16 Aufstieg in die 2. Bundesliga zur Saison 2018/19 Aufstieg in die 2. Bundesliga zur Saison 2022/23                                           |
|                             | FC Berlin                   | Regionalliga Nordost (4. Liga)   | 6. Platz                   | Oberliga / Regionalliga (beides 3. Liga) | Oberliga / Verbandsliga (beides 5. Liga)           | Umbenennung in BFC Dynamo 2004: Insolvenz erfolgreich überstanden Aufstieg in die Regionalliga zur Saison 2014/15 |
| FC Sachsen Leipzig          | FC Sachsen Leipzig          | Regionalliga Nordost (4. Liga)   | 12. Platz                  | Oberliga / Regionalliga (beides 3. Liga) | 3. Kreisklasse Leipzig (12. Liga) nach Neugründung | 2001: 1. Insolvenz und Zwangsabstieg 2009: 2. Insolvenz und Zwangsabstieg 2011: 3. Insolvenz und Auflösung Neugründung BSG Chemie Leipzig Aufstieg in die Regionalliga zur Saison 2017/18                                |
| FC Energie Cottbus          | FC Energie Cottbus          | Regionalliga Nordost (4. Liga)   | 3. Platz                   | Bundesliga                               | Regionalliga (4. Liga)                             | Abstieg in die Regionalliga zur Saison 2019/20 |
| FC Victoria 91 Frankfurt/O. | FC Victoria 91 Frankfurt/O. | Brandenburg-Liga (6. Liga)       | 3. Platz                   | Oberliga (3. Liga)                       | Landesliga / Brandenburg-Liga (beides 6. Liga)     | 1992: Umbenennung in Frankfurter FC Viktoria 91 2012: Fusion mit MSV Eintracht Frankfurt und Umbenennung in 1. FC Frankfurt Aufstieg in die Oberliga zur Saison 2015/16                                                  |